# Xã Remsen, Quận Plymouth, Iowa
Xã Remsen (tiếng Anh: Remsen Township) là một xã thuộc quận Plymouth, tiểu bang Iowa, Hoa Kỳ. Năm 2010, dân số của xã này là 1.766 người.